# Richmond Coliseum
Richmond Coliseum – arena w amerykańskim mieście Richmond w stanie Wirginia. Stanowi domowy obiekt drużyny Richmond Raiders (AIFA), a przeszłości również Virginia Squires (ABA), Richmond Robins (AHL), Richmond Rifles (EHL), Richmond Renegades (ECHL), Richmond Renegades (SPHL), Richmond Speed (af2) oraz Richmond Bandits (AIFL).
Arena została otwarta w 1971 roku, a jej pojemność wynosi 13 500. Do otwarcia John Paul Jones Arena w 2006 roku Richmond Coliseum był największym obiektem sportowym w Wirginii.
Poza wieloma koncertami, na arenie odbywają się gale wrestlingowej federacji WWE takie jak In Your House, WWE Armageddon czy też Backlash 2016.
22 października 2008 w Richmond Coliseum miało miejsce wystąpienie Baracka Obamy, które zgromadziło 13 000 widzów.